# Le Golf en folie
Série
Le Golf en folie 2
(1988)
Pour plus de détails, voir Fiche technique et Distribution.
Le Golf en folie ou À Miami faut le faire au Québec (Caddyshack) est un film américain réalisé par Harold Ramis et sorti en 1980. Le film est également sorti en France sous le titre Tais-toi et joue !,.
Écrit par Harold Ramis, Brian Doyle-Murray et Douglas Kenney, il met en scène Michael O'Keefe, Chevy Chase, Rodney Dangerfield et Bill Murray dans les rôles principaux. Brian Doyle-Murray tient également un rôle secondaire. Premier long métrage réalisé par Harold Ramis, Le Golf en folie a permis à la carrière cinématographique de Rodney Dangerfield, jusqu'alors connu dans le monde du stand-up, de connaître une explosion majeure. Lors de sa sortie en salles, le film rencontre un succès commercial, rapportant près de 40 millions de $ de recettes au box-office américain, se classant à la dix-septième place des meilleures recettes en 1980 et est le premier film d'une série de comédies similaires. Une suite, Le Golf en folie 2, sortie en 1988, avec Chevy Chase qui reprend son rôle, est mal reçue.
Depuis sa sortie, Le Golf en folie fait l'objet d'un véritable culte et est salué par les médias, comme Time et ESPN, comme l'un des films sportifs les plus drôles de tous les temps.

## Synopsis
Dans un golf très exclusif dont tous les membres sont très riches et excentriques, mais dont tous les employés sont pauvres, Danny Noonan (Michael O'Keefe), un caddy, désire amasser le plus d'argent possible en vue de s'inscrire à la fac.

## Fiche technique
- Titre original : Caddyshack
- Titre français : Le Golf en folie
- Autre titre français : Tais-toi et joue
- Titre québécois : À Miami faut le faire
- Réalisation : Harold Ramis
- Scénario : Harold Ramis, Brian Doyle-Murray et Douglas Kenney
- Photographie : Stevan Larner
- Direction artistique : George Szeptycki
- Distribution des rôles : Wallis Nicita
- Décors : Stan Jolley
- Montage : William C. Carruth et David Bretherton
- Musique : Johnny Mandel
- Production : Douglas Kenney

Production associée : Donald MacDonald
Production exécutive : Jon Peters
- Société de production : Orion Pictures
- Société de distribution : Warner Bros.
- Pays de production :  États-Unis
- Langue originale : anglais
- Genre : comédie, sport
- Durée : 98 minutes
- Dates de sortie[4],[2] :
  - États-Unis : 25 juillet 1980
  - France : 4 mai 1983 (inédit à Paris, distribué en province)[2]
- (fr) Mention CNC : tous publics (visa d'exploitation no 53020 délivré le 3 mai 1983)[5]

## Distribution
- Michael O'Keefe (VF : Vincent Ropion ; VQ : André Lacoste) : Danny Noonan
- Chevy Chase (VF : Henri Courseaux ; VQ : Gilles Renaud) : Ty Webb
- Rodney Dangerfield (VF : Philippe Dumat ; VQ : Aubert Pallascio) : Al Czervik
- Ted Knight (VF : Marc Cassot ; VQ : Ronald France) : le juge Elihu Smails
- Bill Murray (VF : Marc François ; VQ : Guy Nadon) : Carl Spackler
- Sarah Holcomb (VF : Catherine Privat ; VQ : Katherine Mousseau) : Maggie O'Hooligan
- Scott Colomby (VF : Mark Lesser) : Tony D'Annunzio
- Cindy Morgan (VF : Anne Deleuze ; VQ : Claudine Chatel) : Lacey Underall
- Brian Doyle-Murray (VF : Michel Muller ; VQ : Jacques Thisdale) : Lou Loomis
- Henry Wilcoxon (VF : Michel Bardinet) : l'évêque
- John F. Barmon Jr. (VF : Lionel Henry ; VQ : Marc Bellier) : Spaulding Smails
- Lois Kibbee (VF : Nicole Vervil ; VQ : Béatrice Picard) : Mme Smails
- Rebecca Burritt (VF : Lily Baron) : Mme  Havercamp
- Douglas Kenney : un invité d'un dîner d'Al Czervik
- Albert Salmi (VF : Edmond Bernard) : M. Noonan
- Elaine Aiken : Mme Noonan
- Dan Resin (VF : Julien Thomast) : Dr. Beeper
- Ann Ryerson : Grace
- Hamilton Mitchell : Motormouth

Acteurs principaux
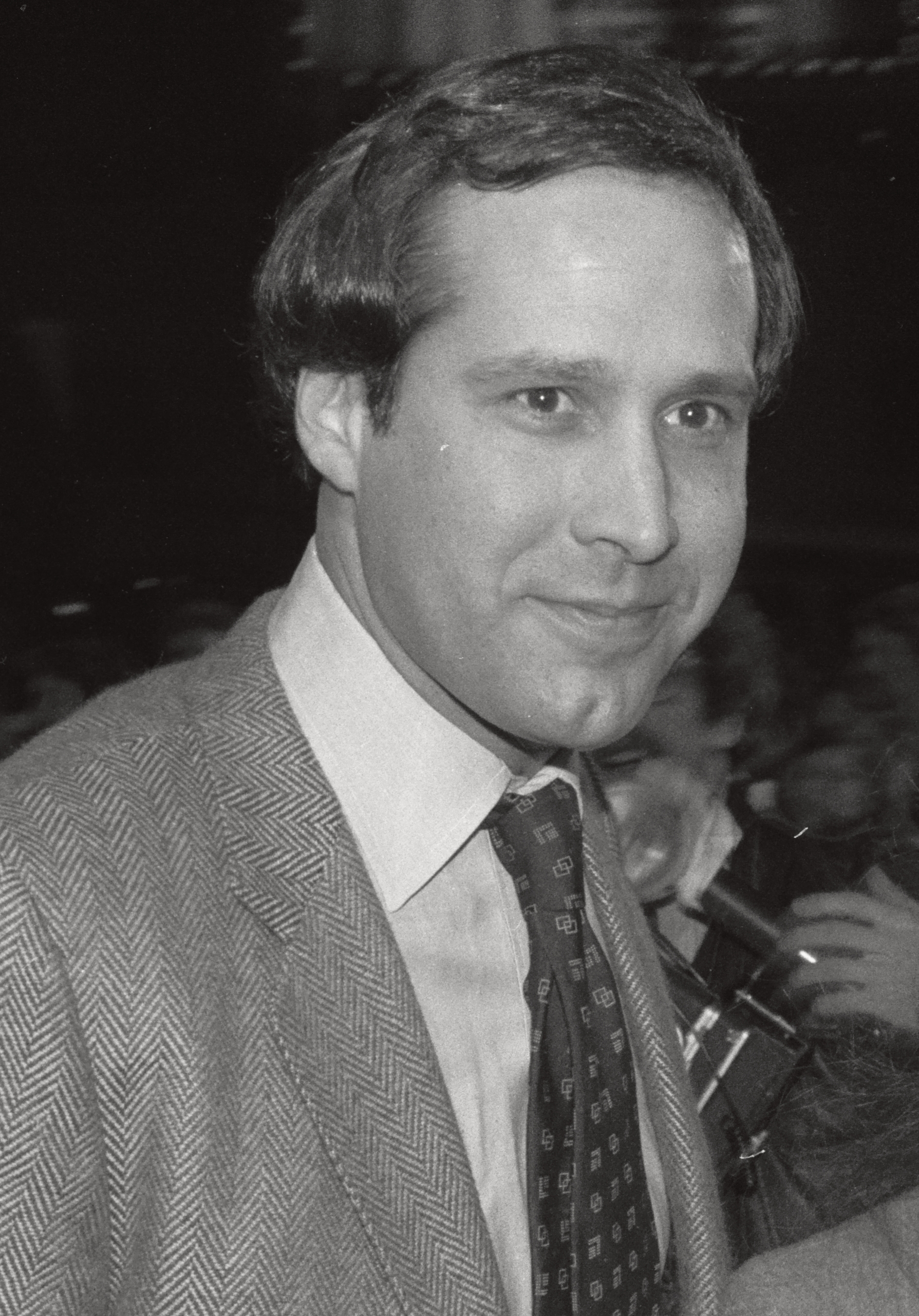
Chevy Chase
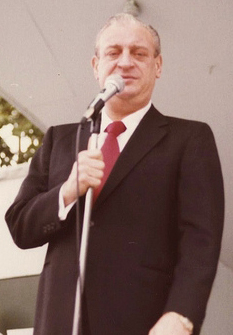
Rodney Dangerfield
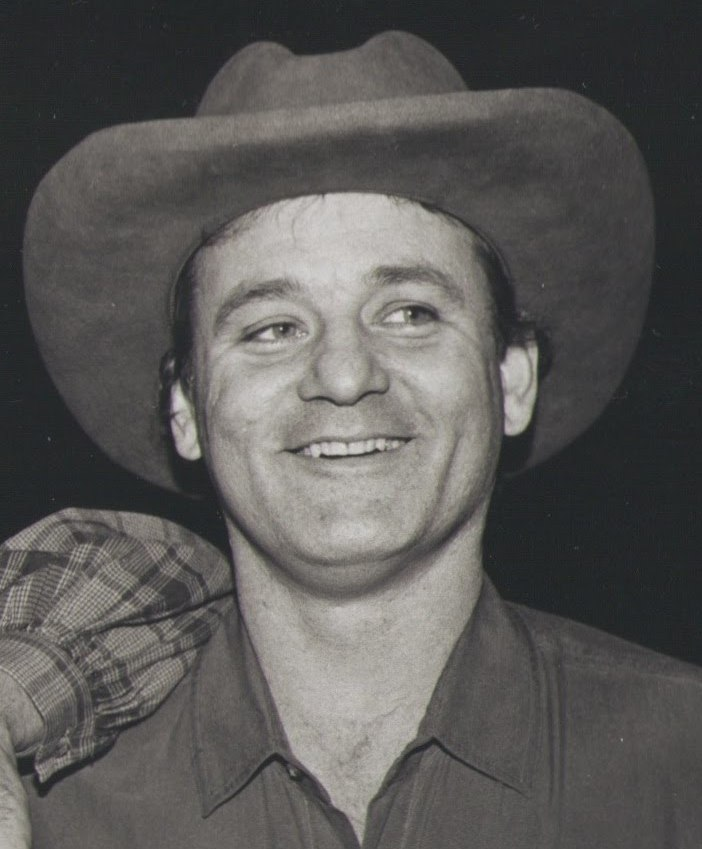
Bill Murray
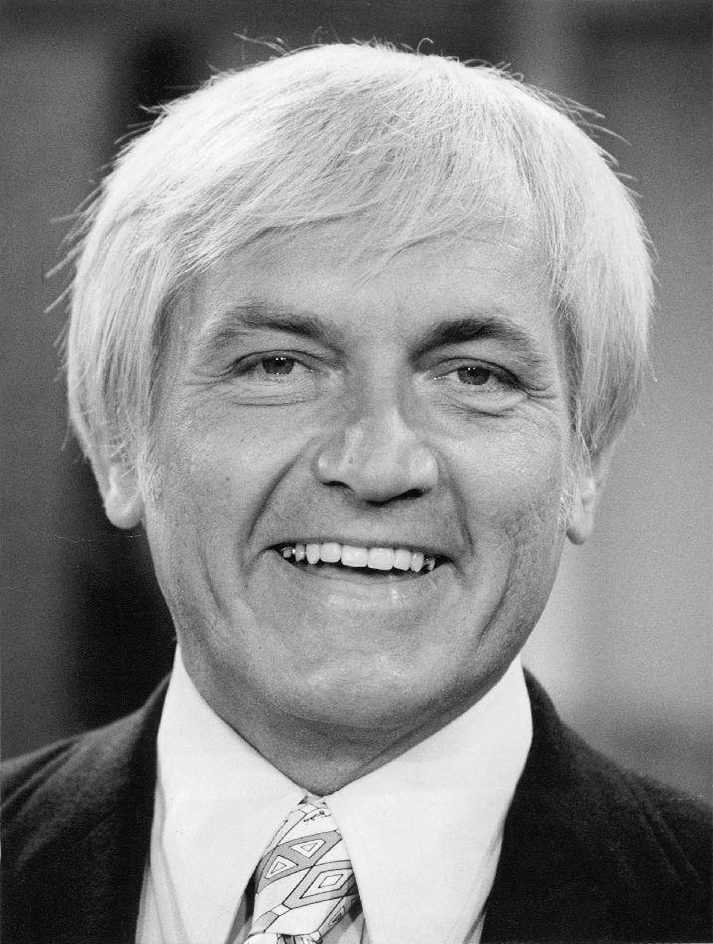
Ted Knight
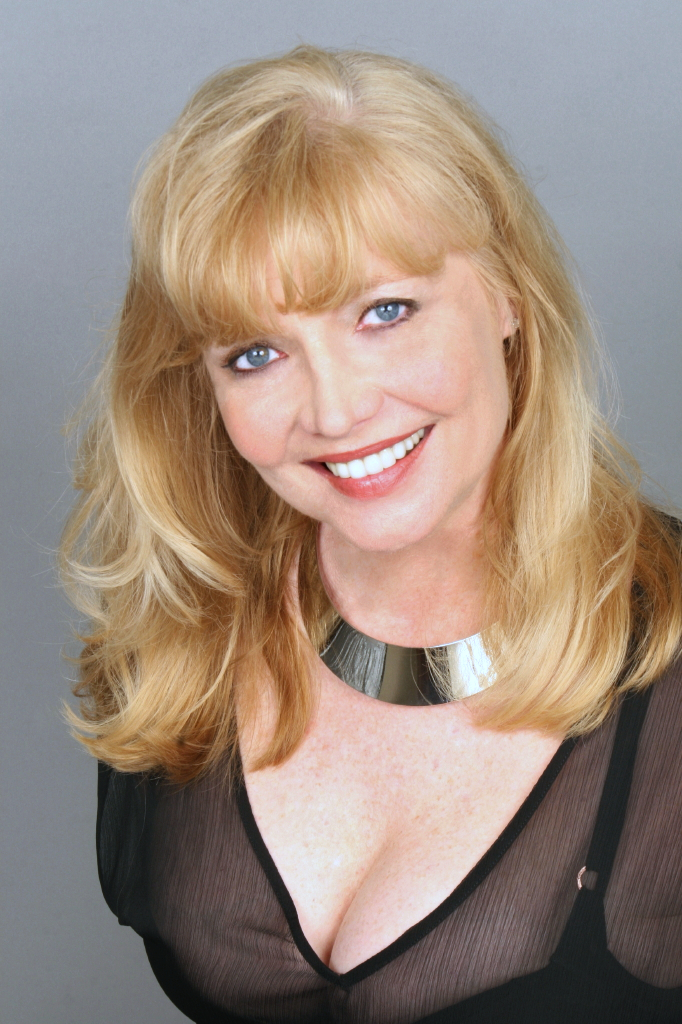
Cindy Morgan

 Source et légende  : version française (VF) ; version québécoise (VQ) sur Doublage qc.ca

## Bande originale
La musique du film est composée par Johnny Mandel. L'album de la bande originale, commercialisé en 1980 par CBS Records, contient également des chansons originales notamment quatre titres de Kenny Loggins.
| 1.  | I'm Alright (Theme from Caddyshack) | Kenny Loggins                 | Kenny Loggins  | 3:46 |
| 2.  | Lead the Way                        | K. Loggins, Eva Ein Loggins   | Kenny Loggins  | 4:33 |
| 3.  | Make the Move                       | K. Loggins                    | Kenny Loggins  | 3:45 |
| 4.  | Mr. Night                           | K. Loggins, Richard Stekol    | Kenny Loggins  | 3:22 |
| 5.  | Any Way You Want It                 | Steve Perry, Neal Schon       | Journey        | 3:09 |
| 6.  | There She Goes                      | Paul Collins                  | The Beat       | 2:41 |
| 7.  | Divine Intervention                 | Johnny Mandel                 | Johnny Mandel  | 1:47 |
| 8.  | Marina                              | Johnny Mandel                 | Johnny Mandel  | 3:23 |
| 9.  | Something On Your Mind              | Hilly Michaels, Morgan Walker | Hilly Michaels | 2:43 |
| 10. | The Big Bang                        | Johnny Mandel                 | Johnny Mandel  | 2:03 |

D'autres chansons et compositions sont par ailleurs présentes dans le film :
- Summertime Blues - Eddie Cochran
- Boogie Wonderland - Earth Wind & Fire feat. The Emotions
- Valse des fleurs - Piotr Ilitch Tchaïkovski
- Ballad of the Green Berets - Barry Sadler
- The Gold Diggers' Song (We're in the Money) - Harry Warren
- Thème du film Les Dents de la mer - John Williams
- The Burning Bush - Elmer Bernstein
- Ouverture solennelle 1812 (Piotr Ilitch Tchaïkovski) - Henry Adolph Harmonica Slavonica

## Accueil critique et postérité
Le Golf en folie obtient un accueil critique favorable dans les pays anglophones, obtenant 76 % d'avis positifs sur le site Rotten Tomatoes, pour 45 critiques et une moyenne de 6,5⁄10, notant dans son consensus que « sans vergogne dans la grossièreté et juvénile, Le Golf en folie marque néanmoins des points avec son burlesque classique, des personnages inoubliables et sans cesse des dialogues dignes d'être cités ».
Cependant, il a gagné peu à peu le statut de film culte quelques années après sa sortie, y compris dans le monde du golf, notamment Tiger Woods, qui a dit qu'il s'agit de son film préféré, tant et si bien qu'il a joué Carl Spackler dans une publicité pour American Express basé sur le long-métrage . De nombreuses répliques sont entrés dans le lexique de la culture populaire.
Une des répliques du film se retrouve dans le AFI's 100 Years... 100 Movie Quotes fait par l'American Film Institute. Il se retrouve aussi dans le AFI's 100 Years... 100 Laughs à la place 71. Le Golf en folie est également référencé dans d'autres longs-métrages tels que À fond la fac, Fantômes en fête, Shanghai Kid, Dumb and Dumber, Comment tuer son boss ? et Bienvenue à Zombieland, mais aussi dans des séries télévisées comme La Fête à la maison, Freaks and Geeks, Les Griffin, 30 Rock, Scrubs et How I Met Your Mother.
La série d'animation Les Simpson a fait allusion au film dans quatre épisodes, notamment dans : 
- Premier Pas dans le grand monde, où l'épisode, tout comme le long-métrage, se déroule dans un country club fréquenté par des personnes aisés pratiquant le golf avec une scène inspiré du Golf en folie, lorsque Homer s'énerve dans le cours de golf, il jette son club dans les airs, qui assomme Krusty, alors que Tom Kite, à côté de lui, ne fait rien pour l'aider : il s'agit d'un mélange de deux scènes du film : la première lorsque le juge Smails jette, énervé, son club et assomme une femme et la seconde est celle où Carl Spackler, le caddy de l'évêque, s'enfuit après que l'homme d'église ait été foudroyé par un orage.
- Le Fils indigne de M. Burns, dans lequel Rodney Dangerfield (Al Czervik) double le personnage de Larry Burns : le physique du personnage est un mélange de celui de Monty Burns et de l'acteur et deux scènes rendent hommage au long-métrage : la scène où le personnage de Larry à la réception mondaine et le décalage avec les invités évoque celle similaire avec Czervik, suivi à la fin de l'épisode, montrant des gens dansant sur Anyway You Want It du groupe Journey, en référence à celle où Czervik danse sur ce titre en plein terrain de golf.

### Box-office
Le Golf en folie remporte un succès commercial lors de sa sortie en salles avec 39 846 344 $ de recettes aux États-Unis, pour un coût de production de 6 000 000 $, dont un résultat de 20 500 000 $ en location.

## Suite et autres films
Le Golf en folie a eu une suite en 1988, Le Golf en folie 2, qui n'eut pas le succès escompté. Dan Aykroyd reçut le Razzie Award de pire second rôle. En 2008, le film Who's Your Caddy?, est nommé aux Razzie Awards dans la catégorie « pire remake ou plagiat ».

## Autour du film
Lors de sa sortie, le film n'a pas été doublé en France, ce qui explique pourquoi il a eu droit à un doublage québécois. C'est seulement en 1988 lors de la sortie de Le Golf en folie 2 que ce film est doublé en France.